# Arenigobius leftwichi
Arenigobius leftwichi es una especie de peces de la familia de los Gobiidae en el orden de los Perciformes.

## Hábitat
Es un pez de Mar y, de clima subtropical y demersal. 

## Distribución geográfica
Se encuentra en Australia y Nueva Caledonia.

## Observaciones
Es inofensivo para los humanos. 